# На одной волне
«На одной волне» (англ. You Get Me) — американская подростковая мелодрама с элементами триллера от режиссёра Брента Бонакорсо и сценариста Бена Эппштейна. В ролях — Белла Торн, Хелстон Сейдж и Тейлор Джон Смит.
Фильм вышел в мировой прокат и на стриминговом сервисе Netflix 23 июня 2017 года.

## Сюжет
Тайлер, ученик высшей школы (Тейлор Джон Смит), без ума от своей девушки Элли (Хелстон Сейдж). На одной из вечеринок, он знакомится с Холли (Белла Торн) и давним другом Элли Чейзом (Риз Уэйкфилд), который выставляет её прошлое в неприглядном свете. Тайлер ссорится с Элли и покидает вечеринку. Холли предлагает ему «оторваться» и он соглашается, уезжая вместе с ней в ночной клуб. Они проводят вместе ночь и весь следующий день, веселясь в огромном доме, где Холли живёт со своей мачехой Карин (Бриджид Брэнно). Перед отъездом, Тайлер говорит Холли, что проведённое с ней время было для него особенным и что он совсем забыл про Элли.
Вернувшись домой, Тайлер встречается с Элли, которая говорит ему, что в прошлом действительно натворила много глупостей, но твёрдо решила всё изменить, а скрывала это, боясь разрыва с ним. Они мирятся, Элли просит Тайлера пообещать ей, что у них больше не будет никаких секретов друг от друга. Тот соглашается, но умалчивает о Холли.
В школе Тайлер неожиданно встречает Холли, которая перевелась туда. Она быстро сближается с Элли и они становятся близкими подругами. Тайлер боится, что Холли расскажет про них ей, и пытается порвать с ней, чем лишь настраивает Холли против себя, при этом Элли он по-прежнему ничего не говорит. Лидия (Анна Акана), подруга Элли, не смогла найти её ни в каких соцсетях и начала подозревать, что Холли есть, что скрывать о себе. Тайлер случайно услышал разговор Карин с школьным психологом, который сказал ей, что постарается проконтролировать поведение её падчерицы в школе, но она нуждается в более основательном контроле. Когда Карин уходит, Тайлер нагоняет её и та намекает, что с Холли не всё в порядке и просит его скрыть в тайне этот разговор. На следующий день Лидия, выпив принесённый Холли смузи, попадает в больницу с острым приступом аллергии.
Холли приходит к Тайлеру домой и говорит, что беременна от него (что оказывается потом ложью), хочет быть с ним любой ценой, даже если Элли для этого придётся устранить. Он злится и бьёт Холли, та в ответ подаёт на него заявление в полицию (в результате чего Тайлера отстраняют от учёбы и просят покинуть школу) и рассказывает Элли о них. Тайлер, наконец, решается признаться сам, но на встрече с Элли на пляже она говорит ему, что уже всё знает и больше не хочет с ним разговаривать.
Школьный психолог упомянул второе имя Холли — Элизабет, и Тайлер, ища информацию о ней в Интернете, узнал, что она когда-то жестоко напала на другую студентку из-за парня и в результате была на некоторое время помещена в психиатрическую лечебницу. Он пишет ей, что готов встретиться и поговорить, но Холли приступает к силовым действиям и похищает Элли, спрятав её в своём доме и заманив туда Тайлера (тот успел позвать на помощь своего друга Гилла (Нэш Гриер), но поехал в коттедж Холли в одиночку). Элли, придя в сознание и обнаружив себя привязанной к стулу, просит Холли остановиться, но она твёрдо намерена убить соперницу. Вернувшаяся Карин пытается спасти Элли, но Холли душит её полиэтиленовым пакетом и убивает.
Тайлер, ворвавшись в дом, требует от Холли освободить Элли, но ничего не добивается и начинает сам её искать, в итоге найдя подвешенной к потолку, без сознания и избитой. Они пытаются выбраться из дома, но у бассейна Холли перехватывает их и угрожает пистолетом. Тайлер пытается убедить её положить пистолет и не делать того, о чём она впоследствии пожалеет. Появляется Гилл, и Холли стреляет в Тайлера (попав в плечо), а потом в него. Элли, подхватив найденную Тайлером кочергу, вонзает её в Холли и та падает в бассейн. На заднем плане доносятся звуки сирен.
В финале Тайлер говорит, что был научен уроком, а раненная Холли в машине скорой помощи просит у фельдшера «никогда не оставлять её» и заставляет его дать обещание.

## В ролях
| Актёр                   | Роль                   |
| ----------------------- | ---------------------- |
| Белла Торн              | Элизабет «Холли» Виола |
| Хелстон Сейдж           | Эллисон «Элли» Хевитт  |
| Тейлор Джон Смит        | Тейлор Хансон          |
| Нэш Гриер               | Гилл                   |
| Анна Акана              | Лидия                  |
| Риз Уэйкфилд            | Чейз                   |
| Бриджид Брэнно          | Карин                  |
| Кэтрин Моррис           | Миссис Хевитт          |
| Кимберли Уильямс-Пейсли | Миссис Хансон          |
| Бойд Кестнер            | Мистер Хансон          |
| Ясмин Аль-Бустами       | Мелинда                |
| Фаррах Маккензи         | Тиффани                |
| Джош Бандай             | Мистер Ахмед           |
| Гарсель Бове            | Директор школы         |

## Производство
Белла Торн и Хелстон Сейдж были утверждены на роли Холли и Элли в марте 2016 года. В апреле на роль Тейлора был утверждён Тейлор Джон Смит, а в актёрский состав вошли Нэш Гриер, Анна Акана, Гарсель Бове и Кэтрин Моррис.
Съёмки фильма начались в апреле 2016 года в Лос-Анджелесе и завершились в мае того же года. Съемки также проходили на пляже в Санта-Монике. Премьера фильма состоялась на кинофестивале в Лос-Анджелесе 14—24 июня 2017 года, релиз на Netflix планировался на 16 июня, но был перенесён на 23 июня того же года.

## Отзывы
Фильм получил в целом сдержанные отзывы кинокритиков. Так, Брайан Костелло из Common Sense Media назвал фильм «беспорядком от начала до конца». Эдди Стрэйт из Daily Dot в своём отзыве написал, что «этот фильм не весёлый», и далее раскритиковал его за отсутствие оригинальности и даже тупость. Феликс Васкес-младший из Cinema Crazed описывает его, как «ужасный вход в этот нелепый поджанр», и отмечая параллели с фильмом «Роковое влечение», «он едва ли дотягивает до клона «Фанатки».